# Medawar (Beirut)

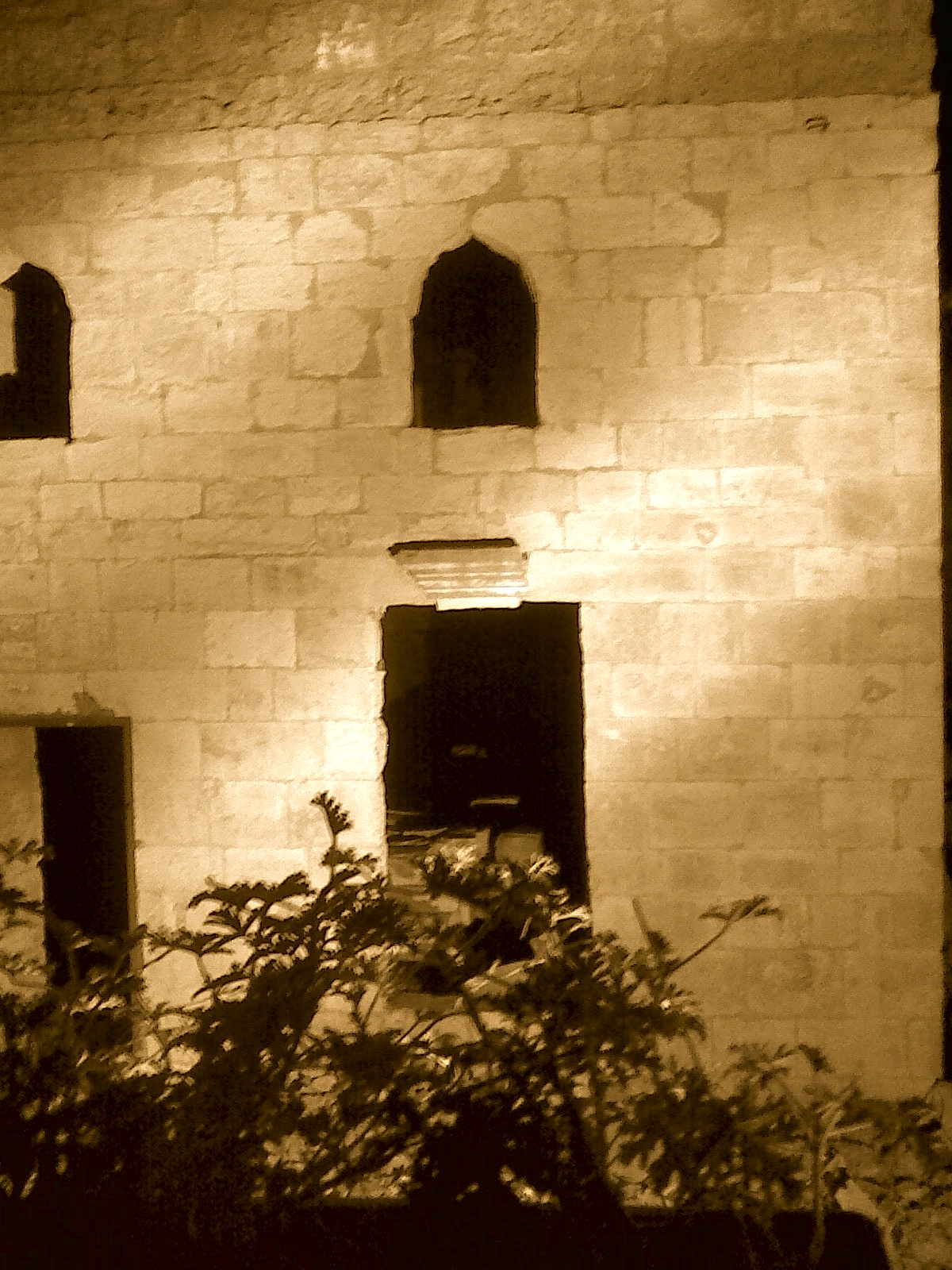
Altes Gebäude in Mar Mikhael

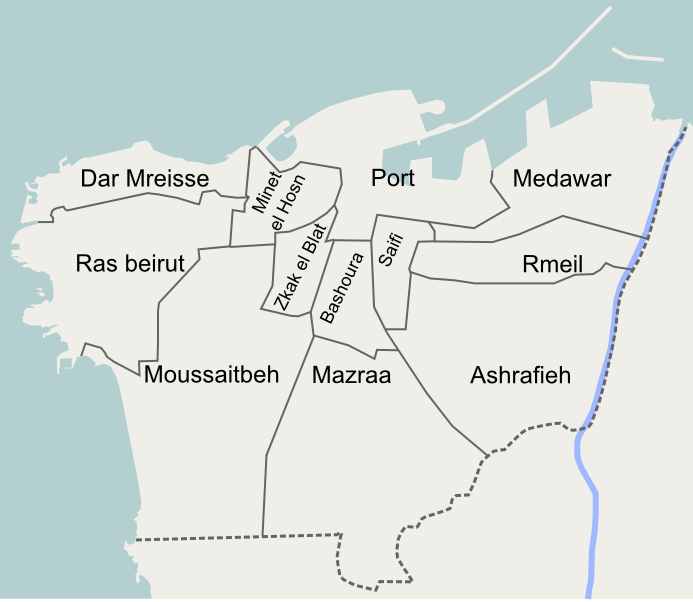
Die 12 Bezirke Beiruts

Medawar (arabisch المدوّر) ist ein Bezirk der libanesischen Hauptstadt Beirut. Er liegt im östlichen Teil der Stadt. Im Westen grenzt er an die Bezirke Port und Saifi, im Süden an Remeil.
Bekannter als Medawar ist sein Stadtteil Mar Mikhael (Sektor 75), der oft fälschlich dem größeren, weiter südlich gelegenen Bezirk Aschrafiyya zugeordnet wird. Die drei weiteren Stadtteile des Bezirks Medawar sind Remeil (Sektor 72), Khoder (Sektor 76) und Jisr (Sektor 77).
Eine nach Staatspräsident Charles Helou benannte Autobahn trennt den Bezirk in einen nördlichen Teil mit Hafenanlagen und einen südlichen, der bis zur Armenia Street reicht. Die Straße, in der zahlreiche Bars und Restaurants angesiedelt sind, führt zu dem Vorort Bourj Hammoud, der in den 1920er-Jahren von armenischen Flüchtlingen besiedelt wurde.